# Kronoby församling

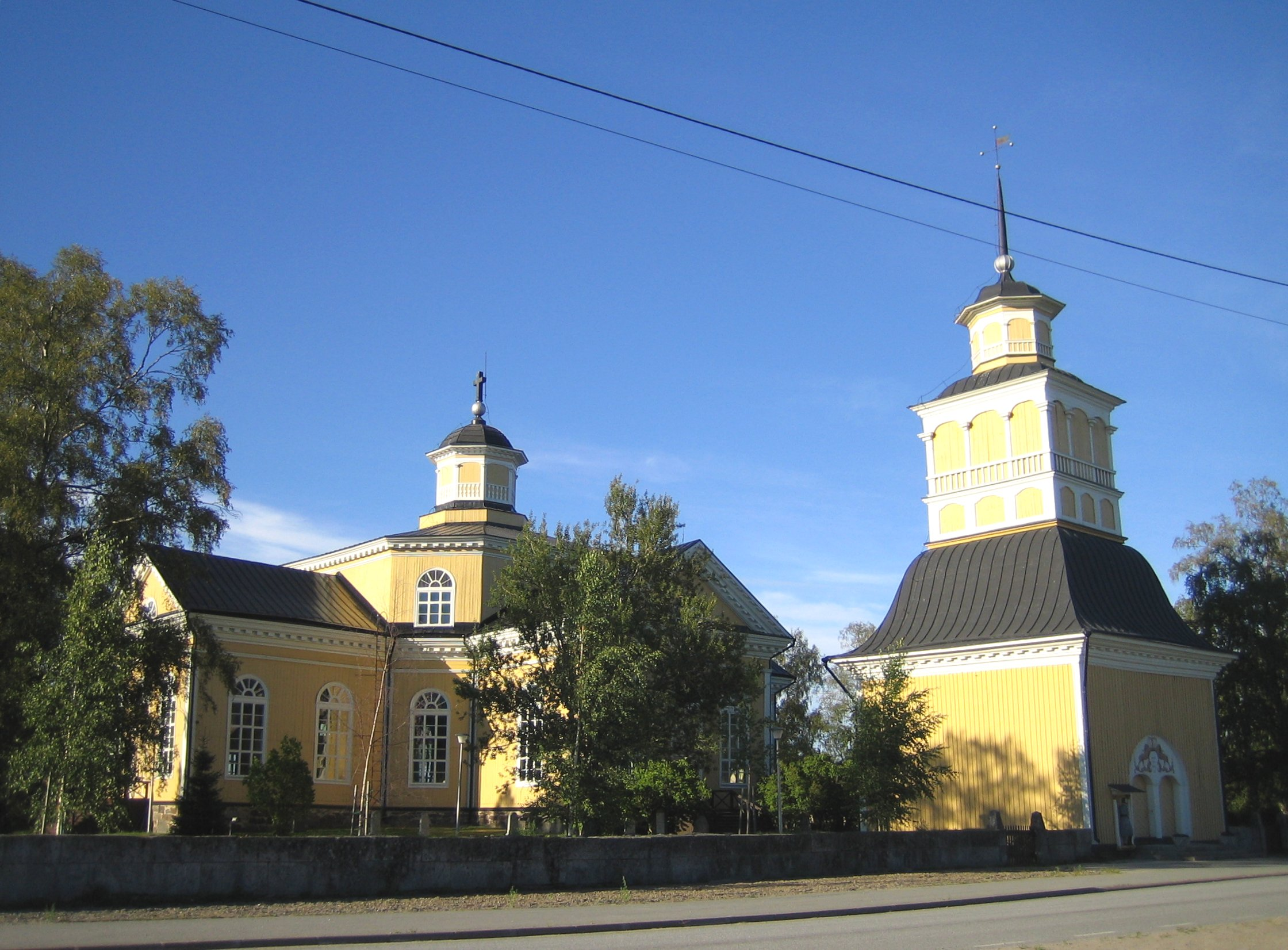
Kronoby kyrka

Kronoby församling är en tvåspråkig församling i Pedersöre prosteri inom Borgå stift i Evangelisk-lutherska kyrkan i Finland. 
Den 31 december 2019 upphörde en tidigare Kronoby församling när man tillsammans med Nedervetils församling och Terjärvs församling bildade en helt ny Kronoby församling. Med den nya församlingen finns bara  en luthersk församling inom Kronoby kommun. 
Till den församling som upphörde 2019 hörde kyrkomedlemmar i det område som utgjorde Kronoby före kommunsammanslagningen 1969 med Nedervetil och Terjärv. Majoriteten (87,1 procent) av de 2 412 medlemmarna (augusti 2018) var svenskspråkiga.
Kronoby kyrka invigdes 1826.
T.f. kyrkoherde när den tidigare församlingen upphörde var Niclas Wallis.
Kyrkoherde i församlingen från 1 januari 2020 är Anders Store.